# Cittadini Uniti contro la Commissione elettorale federale
Il caso Cittadini Uniti contro la Commissione elettorale federale, emesso dalla Corte suprema degli Stati Uniti il 21 gennaio 2010, è stata una sentenza storica che ha permesso la partecipazione di aziende a campagne elettorali.

## La sentenza
La sentenza redatta dal giudice Anthony Kennedy sosteneva che il Primo emendamento alla Costituzione degli Stati Uniti d'America, che tutela la libertà di espressione, vietava al governo di limitare le donazioni politiche di aziende e sindacati.

## Panoramica
L'organizzazione senza scopo di lucro Citizens United aveva intenzione di diffondere un documentario critico con Hillary Clinton e trasmettere spot televisivi in evidente violazione del Bipartisan Campaign Reform Act (noto anche come McCain-Feingold Act o "BCRA"). In un voto di 5-4, la Corte Suprema sostenne che parti del BCRA violassero il Primo Emendamento.
Il caso raggiunse la Corte suprema in seguito a un ricorso a una decisione della Corte del Distretto di Columbia. La sezione 203 della BCRA definiva una "comunicazione delle campagne elettorali" come una trasmissione televisiva, radiofonica o via cavo che menzionasse un candidato nei 60 giorni precedenti alle elezioni generali o nei 30 giorni precedenti nel caso di una. E proibiva tali spese da parte di aziende e sindacati.
Il tribunale del distretto di Columbia stabilì che il paragrafo 203 del BCRA era applicabile al caso e vietato ai cittadini dello stato di pubblicizzare il documentario Hillary: The Movie su programmi pubblici o a pagamento nei 30 giorni precedenti alle primarie presidenziali del Partito Democratico del 2008. La sentenza della Corte Suprema annullò tutti i limiti del BCRA che vietava alle compagnie, comprese le organizzazioni senza scopo di lucro, i sindacati di investire in "campagne elettorali".